# IC 4443
IC 4443 ist eine Spiralgalaxie vom Hubble-Typ Sbc im Sternbild Bärenhüter nördlich der Ekliptik, die schätzungsweise 528 Millionen Lichtjahre von der Milchstraße entfernt ist.
Das Objekt wurde am 10. Mai 1904 von Royal Harwood Frost entdeckt.